# Jane Kerr
Jane Kerr, née le 12 mai 1968 à Mississauga, est une nageuse canadienne.

## Biographie
Aux Jeux olympiques d'été de 1988 à Séoul, Jane Kerr remporte la médaille de bronze à l'issue de la finale du relais 4 × 100 m 4 nages en compagnie de Allison Higson, Lori Melien et Andrea Nugent.